# Lập trình hướng tác tử
Lập trình hướng tác tử (tiếng Anh: Agent-oriented programming hay AOP) là một mẫu hình lập trình trong đó việc xây dựng phần mềm dựa trên khái niệm tác tử phần mềm. Điều này ngược với lập trình hướng đối tượng (object-oriented programming hay OOP) khi đối tượng (cung cấp phương thức với tham số biến) ở trong lõi của nó, còn lập trình hướng tác tử có các tác tử (agent) được chỉ định bên ngoài (với giao diện và khả năng nhắn tin) ở trong lõi. Nó có thể được xem như là sự trừu tượng của các đối tượng. Các tin nhắn trao đổi được thông dịch bởi các "tác tử" nhận được, theo một cách riêng cho lớp hay tác tử đó.

## Lịch sử
Trong lịch sử, khái niệm lập trình hướng tác tử và ý tưởng của phần mềm tập trung quanh khái niệm tác tử được giới thiệu bởi Yoav Shoham trong nghiên cứu Trí tuệ Nhân tạo (Artificial Intelligence) vào năm 1990. Tác tử của ông ta chỉ dành cho mẫu hình của ông vì chỉ có duy nhất một phương thức với một tham số duy nhất. Trích dẫn của Yoav Shoham trong nghiên cứu năm 1990 mô tả sự khác biệt giữa AOP và OOP:
...agent-oriented programming (AOP), which can be viewed as a specialization of object-oriented programming....
|                                         | OOP                                  | AOP                                             |
| --------------------------------------- | ------------------------------------ | ----------------------------------------------- |
| Basic unit                              | object                               | agent                                           |
| Parameters defining state of basic unit | unconstrained                        | beliefs, commitments, capabilities, choices,... |
| Process of computation                  | message passing and response methods | message passing and response methods            |
| Types of message                        | unconstrained                        | inform, request, offer, promise, decline,...    |
| Constraints on methods                  | none                                 | honesty, consistency,...                        |